# Frielinghausen (Wuppertal)
Frielinghausen ist ein Weiler im Wuppertaler Wohnquartier Herbringhausen im Stadtbezirk Langerfeld-Beyenburg.

## Geografie
Der von agrarisch genutzten Flächen umgebene Ort liegt auf einer Hochfläche auf 300 m ü. NHN westlich des Wuppertals und nördlich des Remscheider Ortsteils Hackenberg. Südlich des Ortes entspringt der Frielinghauser Bach, ein Zufluss des Wilhelmstaler Baches.
Der Ast Beyenburg-Köln des Rheinischen Jacobsweg und der Wuppertaler Rundweg durchqueren den Ort.

## Etymologie und Geschichte
Die Endung -inghausen lässt auf eine Besiedlung im 9./10. Jahrhundert durch die Borchter schließen, die an der mittleren Ruhr lebten und bis zu Karls Sachsenkriegen unter sächsischer Herrschaft standen. 1715 wird der Weiler auf der Topographia Ducatus Montani als Freilinghusen bezeichnet.
Im Mittelalter gehörte das 1325 erstmals urkundlich erwähnte Frielinghausen zu der Honschaft Garschagen im Amt Beyenburg. 1547 sind vier Wohnstätten belegt. Der Hof war zu dieser Zeit Teil des Hofverbands Mosblech, der ein Allod der bergischen Herzöge war. Ein Hofgut des Wohnplatzes gehörte aber nicht der Honschaft, sondern der Außenbürgerschaft Lennep an.
1815/16 lebten 104 Einwohner im Ort, 90 davon gehörten zur Honschaft Garschagen, 14 zur Außenbürgerschaft Lennep. 1832 war Frielinghausen weiterhin Teil der Honschaft Garschagen, die seit der Franzosenzeit der Bürgermeisterei Lüttringhausen angehörte, und der Außenbürgerschaft Lennep der Bürgermeisterei Lennep. Der laut der Statistik und Topographie des Regierungsbezirks Düsseldorf als Dorfschaft bezeichnete Ort besaß zu dieser Zeit 17 Wohnhäuser (15 zur Honschaft und 2 zur Außenbürgerschaft) und 17 landwirtschaftliche Gebäude (15 und 2). Zu dieser Zeit lebten 141 Einwohner im Ort (130 und 11), allesamt evangelischen Glaubens. Im Gemeindelexikon für die Provinz Rheinland von 1888 werden 17 Wohnhäuser mit 193 Einwohnern angegeben.